# Claudio Giulio Ecclesio Dinamio
Claudio Giulio Ecclesio Dinamio (latino: Claudius Iulius Ecclesius Dynamius; fl. 488) è stato un politico romano.
Dinamio fu console nel 488; nello stesso anno fu praefectus urbi. Come prefetto promulgò un decreto, il de fraudibus molendinariorum, contro le frodi dei mugnai, che è pervenuto in alcune iscrizioni: l'importanza di questo decreto è la conoscenza della disposizione dei mulini a Roma prima della costruzione dei mulini galleggianti voluta da Belisario; è anche una delle poche testimonianze della chiesa dei santi Giovanni e Paolo, scomparsa prima dell'anno mille.